# Левина, Роза Яковлевна
Роза Яковлевна Левина  (17 июля 1900, Могилёв — 10 июля 1970, Москва) — советский химик-органик, специалист в области химии углеводородов. Профессор.

## Биография
Окончила физико-математический факультет МГУ (1925 г.) и стала одной из первых аспиранток факультета в лаборатории Н.Д. Зелинского.
В 1935 году Р.Я. Левина стала кандидатом химических наук в 1935 году, а в 1940 году защитила докторскую диссертацию на тему «Синтез и контактные превращения непредельных углеводородов» и стала доктором химических наук в 1941 году. C 1930 по 1941 гг. преподавала в Московском университете. С 1941 по 1943 гг. находилась в эвакуации в Свердловске, где преподавала и основала уральскую школу химии углеводородов. Также в это время Р.Я. Левина проводила работы по повышению октанового числа бензина, требовалось добиться использования ишимбаевского бензина в качестве горючего в авиамоторах. В 1943 году вернулась в Москву, где была назначена заведующей лабораторией органического синтеза.
Была замужем за Ю. К. Юрьевым, по профессии химик-органик, специалист в области химии гетероциклических соединений. Левина Р.Я. была соавтором его научных работ в области исследования каталитических превращений углеводородов.
Умерла 10 июля 1970 г. в Москве.

## Личные качества
Пользовалась всеобщим уважением и любовью, была великолепным педагогом, тонким и деликатным человеком. 

## Научные исследования
Проводила работы по изучению механизма необратимого катализа и контактных превращений непредельных углеводородов . В 1941 г. установила общность реакций необратимого катализа для всех шестичленных моно- и бициклических углеводородов, имеющих в цикле или в боковой цепи кратные углерод-углеродные связи. Она также исследовала реакционную способность диеновых углеводородов и предложила новые синтезы малых циклов и ароматических углеводородов. Внесла неоценимый вклад в органическую химию в области различных шестичленных гетероциклических соединений. В 1949 году Р.Я. Левина разработала новый способ получения циклопропановых углеводородов на основе дигидробромидов сопряженных диенов. Также в начале 1950-х гг. обнаружила изомеризующее действие оксида хрома (III) по отношению к непредельным углеводородам.
В 1951 году Р.Я. Левина открыла ацетилен-диеновую перегруппировку , а также именную реакцию размыкания циклопропанов под действием солей ртути. В 1953 году работала в области диенового синтеза и исследовала ароматизацию аддуктов, а затем, в 1959 году, аддукты диенов с акриловыми кислотами.
В 1960 году разработала методы синтеза транс-алкенов и алкинов с центральным положением кратной связи, в 1967 году предложила способ получения арилциклоалканов и бициклоалканов, в 1970 году ароматических углеводородов ряда триптицена.
Результаты научной деятельности Левиной Р.Я. опубликованы в 500 научных статьях.

## Педагогическая деятельность
Первой начала читать специализированный лекционный курс «Химия нефти», цикл «Избранные главы органического синтеза» и «Методы органического синтеза».
Была научным руководителем Е.А. Викторовой, которая в 1946 году защитила диссертацию на тему «Синтез и контактная изомеризация ацетиленовых углеводородов» . Левина Р.Я. воспитала большую школу учеников, среди которых можно назвать В.Р. Скварченко, Н.П. Шушерину, Ю.С. Шабарова и многих других. Подготовила 33 кандидата и 3 докторов наук.
Была членом редакционной коллегии Журнала «Вестн. Моск. Ун-та. Сер. Хим» (1960).
Вместе с Ю.К. Юрьевым написала книгу про жизнь и деятельность Н.Д. Зелинского ,., а также отдельные главы книги «Практические работы по органической химии», выпуск которой продолжила после смерти Ю.К. Юрьева в 1965 году , .

## Память
В 1974 году на химическом факультете открыта мемориальная доска профессору Р.Я. Левиной.

## Награды и премии
- «Орден "Знак Почета"»;
- Премия имени Н. Д. Зелинского (АН СССР, 1950);